# Anaïs Barut
Pour les articles homonymes, voir Barut.
Anaïs Barut, née en 10 juin 1992 à Revin est une entrepreneuse française. Présidente et cofondatrice de Damae Medical, entreprise spécialisée dans l'imagerie médicale, son parcours entrepreneurial est récompensé de plusieurs prix.

## Biographie
Anaïs Barut naît à Revin dans les Ardennes en 1992 : sa mère est coache sportive et son père ingénieur chez EDF. Passionnée par le spatial et la médecine, elle grandit dans un environnement qu'elle qualifie d'ouvert aux sciences et décroche son baccalauréat à 16 ans. Après des classes préparatoires en physique-chimie, elle échoue à de nombreux concours. Elle entre à l'Institut d'Optique Graduate School, une «humiliation» qui se transforme en «la chance de sa vie». Elle en sort avec le diplôme d'ingénieure et complète son parcours à HEC.

## Damae Medical
En 2014, elle s'associe avec le chercheur Arnaud Dubois, venu présenter son projet alors qu'elle était en dernière année d'étude, et un de ses camarades de classe, David Siret pour fonder Damae Medical,. Anaïs Barut a alors 22 ans, elle est en école d'ingénieure et en raison de son âge elle doit se battre pour montrer le sérieux de son projet,. 
La startup développe et commercialise un dispositif médical permettant le diagnostic du cancer de la peau, inventé par Arnaud Dubois, avec une licence du CNRS. Cette technologie, appelée « deepLive », permet de détecter des mélanomes de manière non invasive grâce à un pistolet doté d'un microscope et connecté à un écran 3D. Il permet d'éviter de réaliser des biopsies inutiles, qui représentent presque la moitié des cas et laissent des cicatrices sur la peau. Entre 2015 et 2016 ont lieu la réalisation de prototypes du dispositif puis les premiers tests. En 2017, le C.H.U de Saint-Étienne est le premier partenaire clinique où des tests sur des patients sont effectués,. La technologie deepLive obtient le marquage CE en juillet 2020, ce qui permet à Damae Medical de commercialiser le produit, depuis diffusé dans une douzaine de pays.

## Distinctions
Le parcours d'Anaïs Barut est récompensé par de nombreux prix comme le prix EDF Pulse, le prix Ivy 2022 du jeune dirigeant tech, le prix Veuve Clicquot en 2016. Elle est nommée parmi les dix personnalités françaises de moins de trente-cinq ans par la MIT Technology Review en 2017.